# Allactaga severtzovi
Allactaga severtzovi là một loài động vật có vú trong họ Dipodidae, bộ Gặm nhấm. Loài này được Vinogradov mô tả năm 1925.

## Hình ảnh

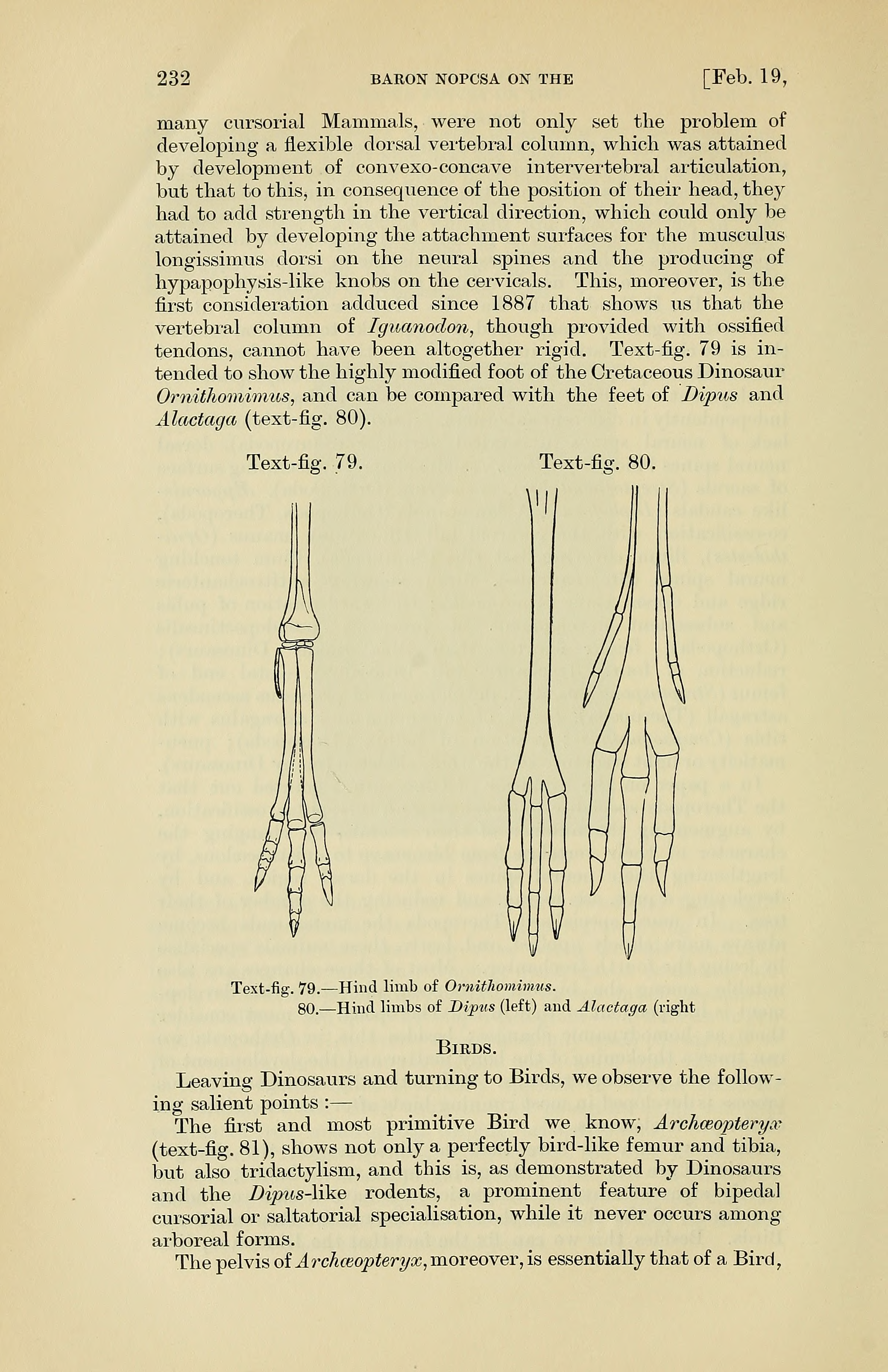